# その男は、静かな隣人
『その男は、静かな隣人』（そのおとこは、しずかなりんじん 原題：He Was a Quiet Man）は、2007年制作のアメリカ合衆国のスリラー映画。クリスチャン・スレーター主演。日本では劇場未公開。

## あらすじ
中年サラリーマンのボブ・マコーネルは仕事のできないことで職場で孤立し、年下の上司にいじめられる毎日を送り、ストレスが溜まっていた。彼はそのうっぷんを会社を爆破したり、恨みのある同僚を撃ち殺すことを妄想することで発散していた。
そんなある日、ボブはついに我慢の限界に達し、社内で銃を無差別に乱射し、自殺しようと考える。その時突然、オフィス内に銃声が響き渡り、同僚が次々に倒れる。同僚のコールマンが銃を無差別に乱射したのだ。コールマンもボブ同様に職場でストレスを抱えていたらしく、怒りを爆発させて彼より一歩早く凶行に及んだのだった。
だが、コールマンはボブにも微笑みかけてくれるヴァネッサ・パークスをも撃ち、彼女にとどめを刺そうとしていた。ボブは彼女を助けるため、とっさに手にしていた銃でコールマンを射殺した。この一件で、ボブは「会社を救った英雄」として賛えられ、ついには重役の座に就く。しかし、一命を取り留めたものの、全身麻痺に陥ったヴァネッサに何故助けたのかと責められたことで、ボブは精神的に追い詰められていく。

## キャスト
※括弧内は日本語吹替。
- ボブ・マコーネル：クリスチャン・スレーター（芹澤孝臣）
- ヴァネッサ・パークス：エリシャ・カスバート（榊原奈緒子）
- ジーン・シェルビー：ウィリアム・H・メイシー（井田国男）
- ゴールディ/モーリス・グレゴリー：ジョン・ギャラガー（原田晃）
- ソレンソン刑事：マイケル・デルイーズ
- ナンシー・フェルト：アンズ・ローソン
- ポーラ・メッツラー：サッシャ・ノップ
- ラルフ・コールマン：デヴィッド・ウェルズ
- ウィリス医師：ランドルフ・マントゥース
- ジェシカ・ライト：フランキー・ソーン
- スコット・ハーパー：ジェイミソン・ジョーンズ